# Australia en la Copa Mundial de Fútbol de 2018
La selección de Australia fue uno de los 32 equipos participantes en la Copa Mundial de Fútbol de 2018, torneo que se llevó a cabo del 14 de junio al 15 de julio en Rusia.

## Clasificación

### Segunda Ronda
| Selección  | Pts. | PJ | PG | PE | PP | GF | GC | Dif |
| ---------- | ---- | -- | -- | -- | -- | -- | -- | --- |
| Australia  | 21   | 8  | 7  | 0  | 1  | 29 | 4  | +25 |
| Jordania   | 16   | 8  | 5  | 1  | 2  | 21 | 7  | +14 |
| Kirguistán | 14   | 8  | 4  | 2  | 2  | 10 | 8  | 2   |
| Tayikistán | 5    | 8  | 1  | 2  | 5  | 9  | 20 | -11 |
| Bangladés  | 1    | 8  | 0  | 1  | 7  | 2  | 32 | -30 |

| Fecha                   | Lugar    | Local      |                       | Resultado                                                       |                       | Visitante  |
| ----------------------- | -------- | ---------- | --------------------- | --------------------------------------------------------------- | --------------------- | ---------- |
| 16 de junio de 2015     | Biskek   | Kirguistán | Bandera de Kirguistán | 1 – 2 Archivado el 22 de mayo de 2015 en Wayback Machine.       | Bandera de Australia  | Australia  |
| 3 de septiembre de 2015 | Perth    | Australia  | Bandera de Australia  | 5 – 0 Archivado el 28 de septiembre de 2015 en Wayback Machine. | Bandera de Bangladés  | Bangladés  |
| 8 de septiembre de 2015 | Dusambé  | Tayikistán | Bandera de Tayikistán | 0 – 3 Archivado el 15 de septiembre de 2015 en Wayback Machine. | Bandera de Australia  | Australia  |
| 8 de octubre de 2015    | Amán     | Jordania   | Bandera de Jordania   | 2 – 0 Archivado el 29 de septiembre de 2015 en Wayback Machine. | Bandera de Australia  | Australia  |
| 12 de noviembre de 2015 | Canberra | Australia  | Bandera de Australia  | 3 – 0 Archivado el 25 de septiembre de 2015 en Wayback Machine. | Bandera de Kirguistán | Kirguistán |
| 17 de noviembre de 2015 | Daca     | Bangladés  | Bandera de Bangladés  | 0 – 4 Archivado el 26 de septiembre de 2015 en Wayback Machine. | Bandera de Australia  | Australia  |
| 24 de marzo de 2016     | Adelaida | Australia  | Bandera de Australia  | 7 – 0 Archivado el 22 de noviembre de 2015 en Wayback Machine.  | Bandera de Tayikistán | Tayikistán |
| 29 de marzo de 2016     | Sídney   | Australia  | Bandera de Australia  | 5 – 1 Archivado el 5 de marzo de 2016 en Wayback Machine.       | Bandera de Jordania   | Jordania   |

## Tercera Ronda
| Selección              | Pts. | PJ | PG | PE | PP | GF | GC | Dif |
| ---------------------- | ---- | -- | -- | -- | -- | -- | -- | --- |
| Japón                  | 20   | 10 | 6  | 2  | 2  | 17 | 7  | 10  |
| Arabia Saudita         | 19   | 10 | 6  | 1  | 3  | 17 | 10 | 7   |
| Australia              | 19   | 10 | 5  | 4  | 1  | 16 | 11 | 5   |
| Emiratos Árabes Unidos | 13   | 10 | 4  | 1  | 5  | 10 | 13 | -3  |
| Irak                   | 11   | 10 | 3  | 2  | 5  | 11 | 12 | -1  |
| Tailandia              | 2    | 10 | 0  | 2  | 8  | 6  | 24 | -18 |

| Fecha                   | Lugar          | Local                  |                                   | Resultado                                                      |                                   | Visitante              |
| ----------------------- | -------------- | ---------------------- | --------------------------------- | -------------------------------------------------------------- | --------------------------------- | ---------------------- |
| 1 de septiembre de 2016 | Perth          | Australia              | Bandera de Australia              | 2 – 0 Archivado el 16 de junio de 2016 en Wayback Machine.     | Bandera de Irak                   | Irak                   |
| 6 de septiembre de 2016 | Abu Dabi       | Emiratos Árabes Unidos | Bandera de Emiratos Árabes Unidos | 0 – 1 Archivado el 23 de abril de 2016 en Wayback Machine.     | Bandera de Australia              | Australia              |
| 6 de octubre de 2016    | Yeda           | Arabia Saudita         | Bandera de Arabia Saudita         | 2 – 2 Archivado el 23 de abril de 2016 en Wayback Machine.     | Bandera de Australia              | Australia              |
| 11 de octubre de 2016   | Melbourne      | Australia              | Bandera de Australia              | 1 – 1 Archivado el 1 de septiembre de 2017 en Wayback Machine. | Bandera de Japón                  | Japón                  |
| 15 de noviembre de 2016 | Bangkok        | Tailandia              | Bandera de Tailandia              | 2 – 2 Archivado el 23 de abril de 2016 en Wayback Machine.     | Bandera de Australia              | Australia              |
| 23 de marzo de 2017     | Teherán (Irán) | Irak                   | Bandera de Irak                   | 1 – 1 Archivado el 23 de abril de 2016 en Wayback Machine.     | Bandera de Australia              | Australia              |
| 28 de marzo de 2017     | Sídney         | Australia              | Bandera de Australia              | 2 – 0 Archivado el 23 de abril de 2016 en Wayback Machine.     | Bandera de Emiratos Árabes Unidos | Emiratos Árabes Unidos |
| 8 de junio de 2017      | Adelaida       | Australia              | Bandera de Australia              | 3 – 2 Archivado el 23 de abril de 2016 en Wayback Machine.     | Bandera de Arabia Saudita         | Arabia Saudita         |
| 31 de agosto de 2017    | Saitama        | Japón                  | Bandera de Japón                  | 2 – 0 Archivado el 31 de agosto de 2017 en Wayback Machine.    | Bandera de Australia              | Australia              |
| 5 de septiembre de 2017 | Melbourne      | Australia              | Bandera de Australia              | 2 – 1 Archivado el 23 de abril de 2016 en Wayback Machine.     | Bandera de Tailandia              | Tailandia              |

## Cuarta ronda
| 5 de octubre de 2017 | Siria              | 1:1 (0:1) | Australia | Estadio Hang Jebat, Malacca (Malasia)                       |                                                             |
| 20:30 (UTC+8)        | Al Soma 85' (pen.) | Reporte   | Kruse 40' | Asistencia: 31 256 espectadores Árbitro(s): Alireza Faghani | Asistencia: 31 256 espectadores Árbitro(s): Alireza Faghani |

| 10 de octubre de 2017 | Australia       | 2:1 (1:1; 1:1) (t. s.)(1:0 t. s.) | Siria      | Estadio ANZ, Sídney                                         |                                                             |
| 20:00 (UTC+11)        | Cahill 13' 109' | Reporte                           | Al Soma 6' | Asistencia: 75 000 espectadores Árbitro(s): Ravshan Irmatov | Asistencia: 75 000 espectadores Árbitro(s): Ravshan Irmatov |

## Repesca Intercontinental
| 10 de noviembre de 2017, 16:00 (UTC-6) | Honduras | 0:0     | Australia | Estadio Olímpico Metropolitano, San Pedro Sula             |                                                            |
|                                        |          | Reporte |           | Asistencia: 40 000 espectadores Árbitro(s): Daniele Orsato | Asistencia: 40 000 espectadores Árbitro(s): Daniele Orsato |

| 15 de noviembre de 2017, 20:00 (UTC+11) | Australia                              | 3:1 (0:0) | Honduras        | Estadio ANZ, Sídney                                       |                                                           |
|                                         | Mile Jedinak 54' 72' (pen.) 85' (pen.) | Reporte   | M. Figueroa 90' | Asistencia: 78 962 espectadores Árbitro(s): Néstor Pitana | Asistencia: 78 962 espectadores Árbitro(s): Néstor Pitana |

## Preparación
|  | Noruega                                  | 4:1 (1:1) | Australia  | Ullevaal Stadion, Oslo |  |
|  | Kamara 36', 57' (90+1) · Reginiussen 48' |           | Irvine 19' |                        |  |

|  | Colombia | 0:0 (0:0) | Australia | Craven Cottage, Fulham |  |

|  | Australia                                        | 4:0 (1:0) | República Checa | NV Arena, Sankt Pölten |  |
|  | Leckie 32', 72' · Nabbout 54' · Jugas 80' (a.g.) |           |                 |                        |  |

|  | Hungría               | 2:1 (0:0) | Australia                              | Groupama Arena, Budapest |  |
|  | Sainsburyr 88' (a.g.) |           | Arzani 74' (pen.) · Kádár 90+2' (a.g.) |                          |  |

## Participación

### Lista de convocados
Técnico:  Bert van Marwijk
| No. | Pos. | Jugador          | Fecha de nacimiento (edad)         | Apa. | Goles | Club                     |
| --- | ---- | ---------------- | ---------------------------------- | ---- | ----- | ------------------------ |
| 1   | POR  | Mathew Ryan      | 8 de abril de 1992 (26 años)       | 44   | 0     | Brighton & Hove Albion   |
| 2   | DEF  | Milos Degenek    | 28 de abril de 1994 (24 años)      | 18   | 0     | Yokohama F. Marinos      |
| 3   | DEF  | James Meredith   | 5 de abril de 1988 (30 años)       | 2    | 0     | Millwall                 |
| 4   | MED  | Tim Cahill       | 6 de diciembre de 1979 (38 años)   | 106  | 50    | Millwall                 |
| 5   | DEF  | Mark Milligan    | 4 de agosto de 1985 (32 años)      | 71   | 6     | Al-Ahli                  |
| 6   | DEF  | Matthew Jurman   | 8 de diciembre de 1989 (28 años)   | 4    | 0     | Suwon Samsung Bluewings  |
| 7   | DEL  | Mathew Leckie    | 4 de febrero de 1991 (27 años)     | 53   | 8     | Hertha Berlín            |
| 8   | MED  | Massimo Luongo   | 25 de septiembre de 1992 (25 años) | 36   | 5     | Queens Park Rangers      |
| 9   | DEL  | Tomi Juric       | 22 de julio de 1991 (26 años)      | 35   | 8     | Lucerna                  |
| 10  | DEL  | Robbie Kruse     | 5 de octubre de 1988 (29 años)     | 64   | 5     | VfL Bochum               |
| 11  | DEL  | Andrew Nabbout   | 17 de diciembre de 1992 (25 años)  | 4    | 1     | Urawa Red Diamonds       |
| 12  | POR  | Brad Jones       | 19 de marzo de 1982 (36 años)      | 6    | 0     | Feyenoord                |
| 13  | MED  | Aaron Mooy       | 15 de septiembre de 1990 (27 años) | 34   | 5     | Huddersfield Town        |
| 14  | DEL  | Jamie Maclaren   | 29 de julio de 1993 (24 años)      | 6    | 0     | Hibernian                |
| 15  | MED  | Mile Jedinak     | 3 de agosto de 1984 (33 años)      | 76   | 18    | Aston Villa              |
| 16  | DEF  | Aziz Behich      | 16 de diciembre de 1990 (27 años)  | 23   | 2     | Bursaspor                |
| 17  | DEL  | Daniel Arzani    | 4 de enero de 1999 (19 años)       | 2    | 1     | Melbourne City           |
| 18  | POR  | Danny Vukovic    | 27 de marzo de 1985 (33 años)      | 1    | 0     | Genk                     |
| 19  | DEF  | Josh Risdon      | 27 de julio de 1992 (25 años)      | 8    | 0     | Western Sydney Wanderers |
| 20  | DEF  | Trent Sainsbury  | 5 de enero de 1992 (26 años)       | 35   | 3     | Grasshoppers             |
| 21  | DEL  | Dimitri Petratos | 10 de noviembre de 1992 (25 años)  | 2    | 0     | Newcastle Jets           |
| 22  | MED  | Jackson Irvine   | 7 de marzo de 1993 (25 años)       | 19   | 2     | Hull City                |
| 23  | MED  | Tom Rogić        | 16 de diciembre de 1992 (25 años)  | 37   | 7     | Celtic                   |

### Fase de grupos
| Selección | Pts | PJ | PG | PE | PP | GF | GC | Dif |
| --------- | --- | -- | -- | -- | -- | -- | -- | --- |
| Francia   | 7   | 3  | 2  | 1  | 0  | 3  | 1  | 2   |
| Dinamarca | 5   | 3  | 1  | 2  | 0  | 2  | 1  | 1   |
| Perú      | 3   | 3  | 1  | 0  | 2  | 2  | 2  | 0   |
| Australia | 1   | 3  | 0  | 1  | 2  | 2  | 5  | -3  |

#### Francia vs. Australia
| 16 de junio de 2018, 13:00 (UTC+3) | Francia                          | 2:1 (0:0) | Australia          | Kazán Arena, Kazán                                       |                                                          |
|                                    | Griezmann 58' (pen.) · Pogba 82' | Reporte   | Jedinak 62' (pen.) | Asistencia: 41 279 espectadores Árbitro(s): Andrés Cunha | Asistencia: 41 279 espectadores Árbitro(s): Andrés Cunha |

|  |  |

| GK               | 1  | Hugo Lloris       |     |     |
| RB               | 2  | Benjamin Pavard   |     |     |
| CB               | 4  | Raphaël Varane    |     |     |
| CB               | 5  | Samuel Umtiti     |     |     |
| LB               | 21 | Lucas Hernández   |     |     |
| CM               | 12 | Corentin Tolisso  | 76' | 78' |
| CM               | 13 | N'Golo Kanté      |     |     |
| CM               | 6  | Paul Pogba        |     |     |
| RF               | 11 | Ousmane Dembélé   |     | 70' |
| CF               | 10 | Kylian Mbappé     |     |     |
| LF               | 7  | Antoine Griezmann |     | 70' |
| Cambios:         |    |                   |     |     |
| FW               | 9  | Olivier Giroud    |     | 70' |
| FW               | 18 | Nabil Fekir       |     | 70' |
| MF               | 14 | Blaise Matuidi    |     | 78' |
| Entrenador:      |    |                   |     |     |
| Didier Deschamps |    |                   |     |     |

| GK               | 1  | Mathew Ryan     |     |     |
| RB               | 19 | Josh Risdon     | 57' |     |
| CB               | 5  | Mark Milligan   |     |     |
| CB               | 20 | Trent Sainsbury |     |     |
| LB               | 16 | Aziz Behich     | 87' |     |
| CM               | 15 | Mile Jedinak    |     |     |
| CM               | 13 | Aaron Mooy      |     |     |
| RW               | 7  | Mathew Leckie   | 13' |     |
| AM               | 23 | Tom Rogic       |     | 72' |
| LW               | 10 | Robbie Kruse    |     | 84' |
| CF               | 11 | Andrew Nabbout  |     | 64' |
| Cambios:         |    |                 |     |     |
| FW               | 9  | Tomi Juric      |     | 64' |
| MF               | 22 | Jackson Irvine  |     | 72' |
| FW               | 17 | Daniel Arzani   |     | 84' |
| Entrenador:      |    |                 |     |     |
| Bert van Marwijk |    |                 |     |     |

| Jugador del Partido: Antoine Griezmann Árbitros asistentes: Nicolás Tarán Mauricio Espinosa Cuarto árbitro: Julio Bascuñán Quinto árbitro: Christian Schiemann Árbitro asistente de video: Mauro Vigliano Árbitros asistentes del árbitro asistente de video: Gery Vargas Hernán Maidana Tiago Martins |

#### Dinamarca vs. Australia
| 21 de junio de 2018, 16:00 (UTC+4) | Dinamarca  | 1:1 (1:1) | Australia          | Samara Arena, Samara                                            |                                                                 |
|                                    | Eriksen 7' | Reporte   | Jedinak 38' (pen.) | Asistencia: 40 727 espectadores Árbitro(s): Antonio Mateu Lahoz | Asistencia: 40 727 espectadores Árbitro(s): Antonio Mateu Lahoz |

|  |  |

| GK          | 1  | Kasper Schmeichel   |     |     |
| RB          | 14 | Henrik Dalsgaard    |     |     |
| CB          | 4  | Simon Kjær          |     |     |
| CB          | 6  | Andreas Christensen |     |     |
| LB          | 17 | Jens Stryger Larsen |     |     |
| CM          | 8  | Thomas Delaney      |     |     |
| CM          | 19 | Lasse Schöne        |     |     |
| CM          | 10 | Christian Eriksen   |     |     |
| RF          | 20 | Yussuf Poulsen      | 37' | 59' |
| CF          | 9  | Nicolai Jørgensen   |     | 68' |
| LF          | 23 | Pione Sisto         | 84' |     |
| Cambios:    |    |                     |     |     |
| FW          | 11 | Martin Braithwaite  |     | 59' |
| FW          | 21 | Andreas Cornelius   |     | 68' |
| Entrenador: |    |                     |     |     |
| Åge Hareide |    |                     |     |     |

| GK               | 1  | Mathew Ryan     |  |     |
| RB               | 19 | Josh Risdon     |  |     |
| CB               | 20 | Trent Sainsbury |  |     |
| CB               | 5  | Mark Milligan   |  |     |
| LB               | 16 | Aziz Behich     |  |     |
| CM               | 15 | Mile Jedinak    |  |     |
| CM               | 13 | Aaron Mooy      |  |     |
| RW               | 7  | Mathew Leckie   |  |     |
| AM               | 23 | Tom Rogic       |  | 82' |
| LW               | 10 | Robbie Kruse    |  | 68' |
| CF               | 11 | Andrew Nabbout  |  | 75' |
| Cambios:         |    |                 |  |     |
| FW               | 17 | Daniel Arzani   |  | 68' |
| FW               | 9  | Tomi Juric      |  | 75' |
| MF               | 22 | Jackson Irvine  |  | 82' |
| Entrenador:      |    |                 |  |     |
| Bert van Marwijk |    |                 |  |     |

| Jugador del Partido: Christian Eriksen Árbitros asistentes: Pau Cebrián Devís Roberto Díaz Pérez Cuarto árbitro: Bamlak Tessema Weyesa Quinto árbitro: Juan Carlos Mora Árbitro asistente de video: Mark Geiger Árbitros asistentes del árbitro asistente de video: Jair Marrufo Joe Fletcher Paolo Valeri |

#### Australia vs. Perú
| 26 de junio de 2018, 17:00 (UTC+3) | Australia | 0:2 (0:1) | Perú                        | Estadio Fisht, Sochi                                       |                                                            |
|                                    |           | Reporte   | Carrillo 18' · Guerrero 50' | Asistencia: 44 073 espectadores Árbitro(s): Sergei Karasev | Asistencia: 44 073 espectadores Árbitro(s): Sergei Karasev |

|  |  |

| GK               | 1  | Mathew Ryan     |     |     |
| RB               | 19 | Josh Risdon     |     |     |
| CB               | 20 | Trent Sainsbury |     |     |
| CB               | 5  | Mark Milligan   | 88' |     |
| LB               | 16 | Aziz Behich     |     |     |
| CM               | 15 | Mile Jedinak    | 10' |     |
| CM               | 13 | Aaron Mooy      |     |     |
| RW               | 7  | Mathew Leckie   |     |     |
| AM               | 23 | Tom Rogic       | 66' | 72' |
| LW               | 10 | Robbie Kruse    |     | 58' |
| CF               | 9  | Tomi Juric      |     | 53' |
| Cambios:         |    |                 |     |     |
| FW               | 4  | Tim Cahill      |     | 53' |
| MF               | 17 | Daniel Arzani   | 60' | 58' |
| MF               | 22 | Jackson Irvine  |     | 72' |
| Entrenador:      |    |                 |     |     |
| Bert van Marwijk |    |                 |     |     |

| GK             | 1  | Pedro Gallese       |     |     |
| RB             | 17 | Luis Advíncula      |     |     |
| CB             | 15 | Christian Ramos     |     |     |
| CB             | 4  | Anderson Santamaría |     |     |
| LB             | 6  | Miguel Trauco       |     |     |
| CM             | 13 | Renato Tapia        |     | 63' |
| CM             | 19 | Yoshimar Yotún      | 45' | 46' |
| RW             | 18 | André Carrillo      |     | 79' |
| AM             | 8  | Christian Cueva     |     |     |
| LW             | 20 | Edison Flores       |     |     |
| CF             | 9  | Paolo Guerrero      |     |     |
| Cambios:       |    |                     |     |     |
| MF             | 23 | Pedro Aquino        |     | 46' |
| MF             | 7  | Paolo Hurtado       | 79' | 63' |
| MF             | 16 | Wilder Cartagena    |     | 79' |
| Entrenador:    |    |                     |     |     |
| Ricardo Gareca |    |                     |     |     |

| Jugador del Partido: Andre Carrillo Árbitros asistentes: Anton Averianov Tikhon Kalugin Cuarto árbitro: Ryuji Sato Quinto árbitro: Toru Sagara Árbitro asistente de video: Danny Makkelie Árbitros asistentes del árbitro asistente de video: Jair Marrufo Mark Borsch Bastian Dankert |